# Terpna leucomelanaria
Terpna leucomelanaria är en fjärilsart som beskrevs av Gustave Arthur Poujade 1895. Terpna leucomelanaria ingår i släktet Terpna och familjen mätare. Inga underarter finns listade i Catalogue of Life.